# Eldridge-Gletscher
Der Eldridge-Gletscher ist ein 48 km langer Talgletscher an der Südostflanke der Alaskakette in Alaska (USA). 

## Geografie
Das Nährgebiet des Eldridge-Gletschers befindet sich südlich des Mount Deception im westlich-zentralen Abschnitt der Alaskakette. Der im unteren Abschnitt in südöstlicher Richtung strömende Gletscher weist eine Breite von 2,7 km auf. Die oberen 35 km des Gletschers befinden sich innerhalb des Denali-Nationalparks. Der Fountain River bildet den 13 km langen Abfluss des Gletschers zum Chulitna River.